# William Milroy
William Milroy  (11 de septiembre de 1980) es un deportista canadiense que compitió en bádminton. Ganó una medalla de oro en los Juegos Panamericanos de 2007, en la prueba de dobles.

## Palmarés internacional
| Juegos Panamericanos | Juegos Panamericanos    | Juegos Panamericanos | Juegos Panamericanos |
| Año                  | Lugar                   | Medalla              | Prueba               |
| -------------------- | ----------------------- | -------------------- | -------------------- |
| 2007                 | Río de Janeiro (Brasil) | Medalla de oro       | Dobles               |